# Weberblatt

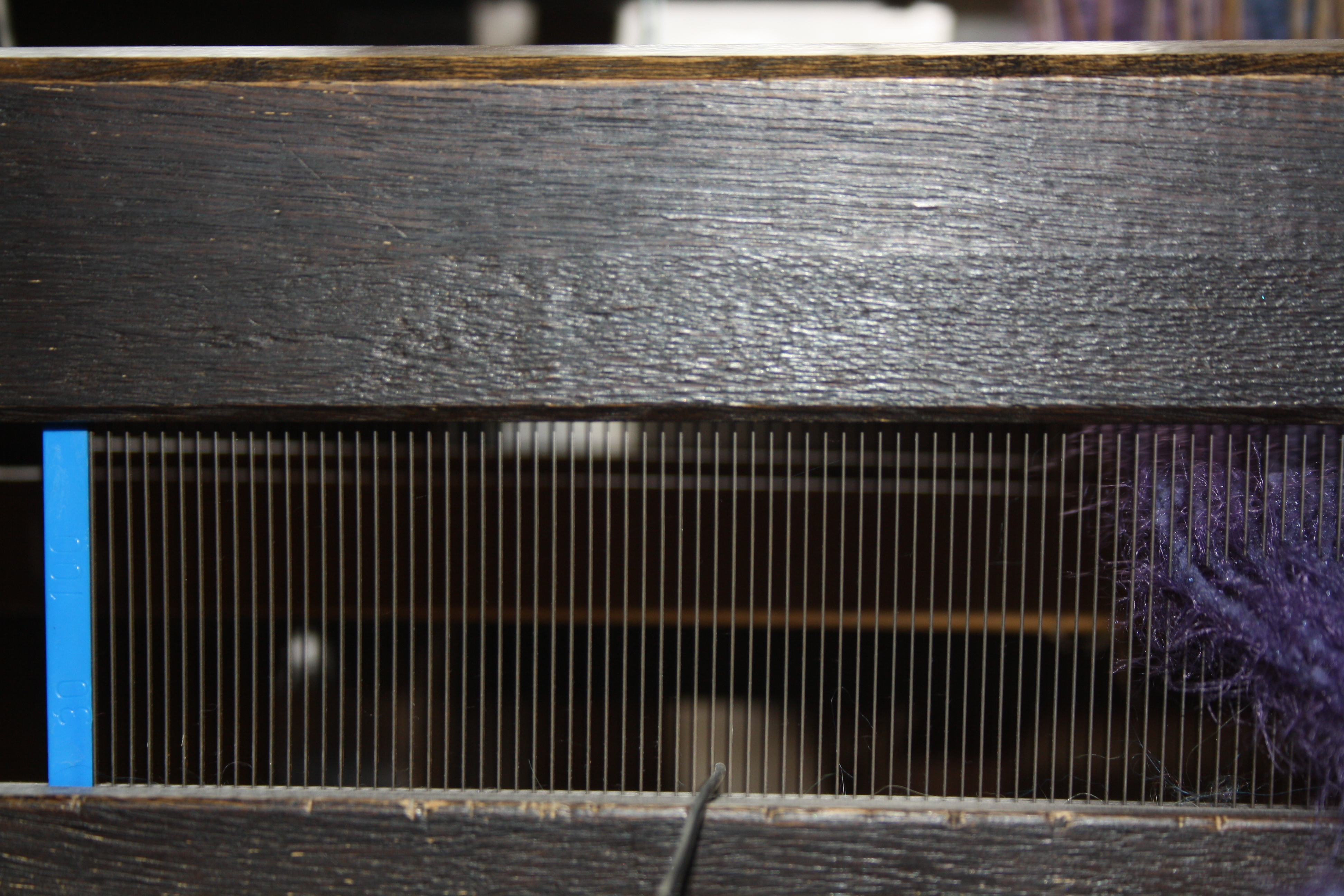
Weberblatt an einem Webstuhl im Freilandmuseum Fladungen

Das Weberblatt, auch Webblatt, Webkamm oder Riet genannt, ist Teil eines Webstuhls. Es hat einen kamm- oder besser leiterförmigen Aufbau: Zwischen zwei parallelen Leisten oder Metallprofilen befindet sich eine Vielzahl dünner Blättchen. Durch die Schlitze zwischen den Blättchen laufen die Kettfäden.

## Aufbau
Die Blättchen sind in die parallelen Leisten eingebunden und mit Pech (Pechbund) befestigt oder, wie heutzutage für Maschinen eher üblich, in Blei- oder Zinnguss bzw. Epoxidharz ausgeführt. Diese Blättchen bestehen heute meist aus Metall. Früher bestanden sie auch aus (Schilf-)Rohr und werden in mancher älterer Literatur auch als „Rohre“ bezeichnet, daher die Bezeichnung Riet. Durch die schmalen Zwischenräume der Blättchen laufen die Kettfäden.
Die Dichte der Riete bestimmt die Dichte des Gewebes, sie muss sich aber auch nach der Fadenstärke und dem Fadenmaterial richten. Die Breite des Webblattes bestimmt abhängig vom Webstuhl die maximale Warenbreite. Die Höhe des Blattes bestimmt die maximale „Sprunghöhe“ des Webfaches.

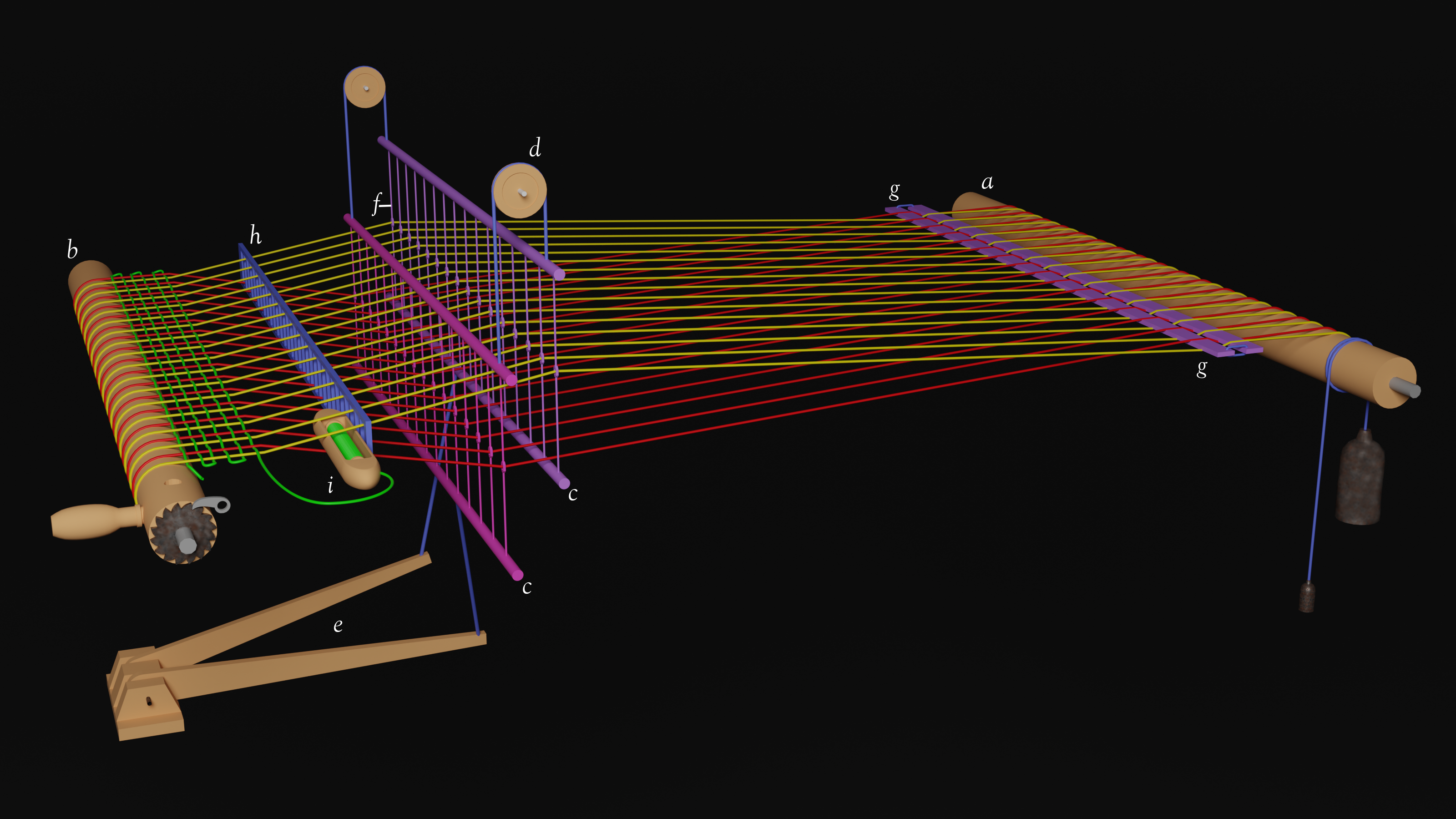
Schema eines Flachwebstuhls. Die Walze rechts (a) ist der Kettbaum. Die Walze links (b) ist der Warenbaum, auf den das fertige Gewebe aufgerollt wird.

## Funktion
Im Webstuhl verlaufen die Kettfäden vom Kettbaum (a) zum Warenbaum (b). Durch die senkrechten Bewegungen der Schäfte (c) werden die Kettfäden gespreizt, so dass ein Fach zwischen ihnen entsteht. Durch den Schuss mit dem Schützen (i), auch Schiffchen genannt, wird der Schussfaden zwischen die Kettfäden eingetragen.
Das Weberblatt (h) befindet sich zwischen den Schäften und dem Warenbaum. Nach jedem Schuss wird das Weberblatt in Richtung Warenbaum bewegt. Das Weberblatt drückt dadurch den neu eingetragenen Schussfaden an das schon fertige Gewebe an und presst die Fäden aneinander.